# Serrat de Borrell
El Serrat de Borrell és una serra situada al municipi de Vilanova de Meià a la comarca de la Noguera, amb una elevació màxima de 606 metres.